# Ivana Vuletová
Ivana Španovićová, provdaná Vuletová (* 10. května 1990) je srbská atletka, která se specializuje na skok daleký, halová mistryně Evropy v této disciplíně z roku 2015.
Do světové špičky dálkařek pronikla v roce 2013, kdy obsadila třetí místo na mistrovství světa v Moskvě. V následující sezóně získala bronzovou medaili na světovém halovém šampionátu v Sopotech a stříbrnou medaili na mistrovství Evropy v Curychu. Dosavadním největším úspěchem se pro ni stal titul halové mistryně Evropy, který vybojovala v osobním rekordu 724 cm v březnu 2017 v Bělehradě.